# Mërgim Mavraj
Mergim Mavraj (Hanau, 9 juni 1986) is een Duits-Albanees-Kosovaars voetballer die bij voorkeur als verdediger speelt. Hij verruilde in juli 2014 SpVgg Greuther Fürth voor 1. FC Köln.

## Carrière
Mavraj speelde in de jeugd voor, achtereenvolgend, Sportfreunde Seligenstadt, Kickers Offenbach en SG Rosenhöhe Offenbach voordat hij in 2004 in de jeugd van SV Darmstadt 98 terechtkwam.
Tijdens zijn eerste seizoen, seizoen 2005/06, in de hoofdmacht van het team werd hij door de supporters van de club uitgeroepen tot meest populaire speler. In 2007 maakte hij de overstap naar Bundesligaclub VfL Bochum. Hier maakte hij, op 10 mei 2008, zijn Bundesliga debuut in de wedstrijd tegen Karlsruher SC.
In januari 2011 maakte Mavraj vroegtijdig de overstap naar SpVgg Greuther Fürth terwijl deze transfer eigenlijk voor de zomer stond gepland. Mavraj speelde zich in de basis en werd na promotie naar de Bundesliga verkozen tot aanvoerder van het team. Nadat de club na één seizoen weer degradeerde, moest hij de band afstaan aan Wolfgang Hesl.
Op 19 mei 2014 werd bekendgemaakt dat Mavraj de overstap zou maken naar 1. FC Köln, dat in het seizoen 2014/15 uit zou komen in de Bundesliga. Hij tekende een contract tot de zomer van 2017.

## Interlandcarrière
Op 21 februari 2007 debuteerde Mavraj in het Duits voetbalelftal onder 21. Omdat hij naast een Duits ook een Albanese nationaliteit heeft, werd hij op 22 mei 2012 voor het eerst bij het nationaal elftal van Albanië gehaald. Zijn debuut tegen Qatar eindigde in een 2–1 overwinning. In juni 2016 nam Mavraj met Albanië deel aan het Europees kampioenschap voetbal 2016 in Frankrijk, het eerste interlandtoernooi waarvoor het land zich ooit plaatste. Albanië werd in de groepsfase uitgeschakeld na een overwinning op Roemenië (1–0) en nederlagen tegen Zwitserland (0–1) en Frankrijk (0–2).

## Erelijst
| Kampioen 2. Bundesliga | 1x | 2011/12 |

1 Schwäbe ·
2 Schmied ·
3 Heintz ·
4 Hübers  ·
5 Soldo ·
6 Martel ·
7 Ljubičić ·
8 Huseinbašić ·
9 Waldschmidt ·
11 Kainz ·
12 Nickisch ·
13 Uth ·
15 Kilian ·
16 Obuz ·
17 Paçarada ·
19 Lemperle ·
20 Pentke ·
21 Tigges ·
22 Christensen ·
24 Pauli ·
25 Gazibegović ·
29 Thielmann ·
34 Harchaoui ·
35 Finkgräfe ·
37 Maina ·
42 Downs ·
43 Čuber Potočnik ·
44 Köbbing ·
47 Olesen ·
Coach: Struber
1 Berisha ·
2 Lila ·
3 Lenjani ·
4 Hysaj ·
5 Cana ·
6 Veseli ·
7 Agolli ·
8 Basha ·
9 Memushaj ·
10 Sadiku ·
11 Gashi ·
12 Shehi ·
13 Kukeli ·
14 Xhaka ·
15 Mavraj ·
16 Cikalleshi ·
17 Aliji ·
18 Ajeti ·
19 Balaj ·
20 Kaçe ·
21 Roshi ·
22 Abrashi ·
23 Hoxha · 
Coach: De Biasi